# Utricularia quinquedentata
Utricularia quinquedentata este o specie de plante carnivore din genul Utricularia, familia Lentibulariaceae, ordinul Lamiales, descrisă de F. Mueller și Peter Geoffrey Taylor. Conform Catalogue of Life specia Utricularia quinquedentata nu are subspecii cunoscute.